# Wassili Nikolajewitsch Slepkow
Wassili Nikolajewitsch Slepkow (russisch Василий Николаевич Слепков; * 1902 in Rjasan; † 1. August 1937 in Moskau) war ein sowjetischer Biologe und Philosoph, der wie sein älterer Bruder Alexander den Stalinschen Säuberungen zum Opfer fiel.
Wassili Slepkow studierte in Moskau und Petersburg. 1928 war er zu einem Forschungsaufenthalt in Berlin. Im selben Jahr veröffentlichte er sein Buch Biologie und Marxismus. 1929 lehrte er an der Universität Kasan. Im Dezember 1930 wurde Slepkow zum ersten Mal aus der KPdSU ausgeschlossen, 1933 verhaftet und verbannt. Im Januar 1937 wurde er erneut verhaftet, am 1. August 1937 zum Tode verurteilt und erschossen.